# تجارة الرقيق في براغ
يشير مصطلح تجارة الرقيق في براغ إلى تجارة الرقيق التي جرت بين دوقية بوهيميا وخلافة قرطبة في الأندلس المورية بدايات العصور الوسطى. كانت براغ، عاصمة الدوقية، مركز هذه التجارة، وعُرفت دوليًا بأحد أكبر مراكز تجارة الرقيق في أوروبا آنذاك.
تُعرف تجارة الرقيق في براغ بأنها من أحد الطرق الرئيسية لنقل رقيق الصقالبة إلى العالم الإسلامي، إلى جانب تجارة الرقيق في البلقان عبر جمهورية البندقية في الجنوب، وطريق الفولغا الذي سلكه الفايكنغ عبر فولغا بلغاريا وتجارة الرقيق السامانية في الشرق.
كانت دوقية بوهيميا دولة جديدة في أوروبا المسيحية في ذلك الوقت، متاخمة لأراضي السلاف الوثنيين في الشمال والشرق. كان الوثنيون أهدافًا مشروعة للاسترقاق بموجب القانون المسيحي والإسلامي على حد سواء. وبالتالي، تمكنت بوهيميا من تهريب الأسرى الوثنيين -إلى سوق الرقيق في الخلافة الإسلامية في قرطبة - عبر فرنسا المسيحية دون مشاكل. كانت تجارة الرقيق في براغ تجارة متبادلة مفيدة لكل من خلافة قرطبة - التي كانت تعتمد على الرقيق لإدارة روتينها الحكومي وجيشها - ودوقية بوهيميا التي ازدهرت وبرزت قوة اقتصادية بفضل هذه التجارة.
اعتمدت تجارة الرقيق في براغ على إمدادات مستمرة من الأسرى الوثنيين من أجل الحفاظ على تجارة الرقيق مع الأندلس الإسلامية عبر أوروبا المسيحية، وبسبب ذلك فقدت مصدر إمدادها عندما بدأت أوروبا الشرقية في اعتناق المسيحية. بالتوازي مع ذلك، في مطلع القرن الحادي عشر، مرت كل من خلافة قرطبة ودوقية بوهيميا بفترة من عدم الاستقرار السياسي.

## الخلفية التاريخية
في أوروبا الغربية، مر أحد أهم طرق تجارة الرقيق من براغ في وسط أوروبا عبر فرنسا إلى الأندلس، التي كانت وجهة للعبيد ومركزًا لتجارة الرقيق إلى بقية العالم الإسلامي في الشرق الأوسط. أصبحت براغ في دوقية بوهيميا - وهي دولة تحولت إلى المسيحية حديثًا في بدايات القرن العاشر- مركزًا رئيسيًا لتجارة الرقيق الأوروبية بين القرنين التاسع والحادي عشر. وقد اعتُبرت عائدات تجارة الرقيق في براغ من أحد الركائز الاقتصادية للدولة البوهيمية، إذ مولت الجيوش اللازمة لتشكيل دولة مركزية، وهو أمر لم يكن نادرًا بالنسبة للدولة المسيحية الجديدة في أوروبا الشرقية.
كانت دوقية بوهيميا دولة تقع في منطقة حدودية دينية، متاخمة لأراضي سلافية وثنية في الشمال والشرق والجنوب الشرقي. في العصور الوسطى، كان الدين العامل الحاسم في تحديد من يُعتبر هدفًا مشروعًا للاسترقاق. حظر المسيحيون استعباد المسيحيين الآخرين، وحظر المسلمون استعباد المسلمين الآخرين؛ ومع ذلك، وافق كلاهما على استعباد الوثنيين، الذين أصبحوا بذلك هدفًا مربحًا لتجار الرقيق.
في القرنين التاسع والعاشر، كان السلاف في أوروبا الشرقية لا يزالون متمسكين بالديانة السلافية، مما جعلهم وثنيين بالنسبة للمسيحيين وكفارًا بالنسبة للمسلمين، ونتيجة لذلك يُعتبرون أهدافًا مشروعة للاستعباد من قبل كليهما. وبالتالي، كانت بوهيميا - باعتبارها دولة حدودية دينية قريبة من الأراضي الوثنية - في وضع مثالي للمشاركة في تجارة الرقيق مع المسيحيين والمسلمين على حد سواء، إذ لديها إمكانية الوصول إلى مصدر قريب من الأسرى الوثنيين. وقد كانوا يجلبون العبيد من خلال غارات على الأراضي السلافية الوثنية شمال براغ.
استُهدفت القبائل السلافية الوثنية في وسط وشرق أوروبا من قبل العديد من الجهات الفاعلة في الحملات العسكرية والغارات المتكررة على أراضيها. خلال الحملات العسكرية لشارلمان وخلفه في القرن التاسع، أسر الفرنجة المسيحيون السلاف الوثنيين وباعوهم على طول نهري الدانوب وإلبه، وبحلول منتصف القرن العاشر، كانت براغ قد أصبحت مركزًا كبيرًا لتجارة الرقيق من السلاف الوثنيين إلى الأندلس عبر فرنسا.

## التوريد
كانت براغ معروفة في جميع أنحاء أوروبا مركزًا رئيسيًا لتجارة الرقيق. وكان الأسرى المباعين عبيدًا عبر براغ يُستقدمون عبر عدة طرق.

### دوقات بوهيميا
كانت جيوش دوقات بوهيميا تعتقل السلاف الوثنيين من الشرق في حملاتهم على الأراضي المعروفة اليوم باسم بولندا لتزويد سوق الرقيق، الأمر الذي حقق أرباحًا ضخمة للدوقات. تُشير عدة مصادر من القرن العاشر إلى مشاركة الدوقات في تزويد سوق الرقيق في براغ، وأن العبيد كانوا يأتون عادة من الأراضي التي أصبحت فيما بعد تمثل جنوب بولندا وغرب أوكرانيا. وقد زود دوقات بوهيميا، وخاصة بوليسلاف الأول (حكم 935 - 972) وبوليسلاف الثاني (حكم 972 - 999)، بتزويد سوق الرقيق في براغ بأسرى وثنيين جدد من حملاتهم باتجاه الشمال الشرقي بانتظام.

### الفايكنغ
كان الفايكنغ مصدرًا آخرًا للعبيد. عُرف الفايكنغ بتزويد السوق الإسلامي بالعبيد عبر طرق أخرى. فقد كان يُباع الأشخاص الذين أُسروا خلال غارات الفايكنغ في أوروبا الغربية إلى الأندلس المورية من خلال تجارة الرقيق في دبلن، أو يُنقلون عبر طريق الفولغا التجاري إلى روسيا، حيث كان يُباع العبيد إلى التجار المسلمين في خاقانية الخزر وفولغا بلغاريا، ومن هناك عبر قوافل إلى خوارزم وأخيرًا إلى مناطق الخلافة العباسية عبر سوق الرقيق الساماني في آسيا الوسطى.
وفيما يمكن أن يكون العبيد الذين باعهم الفايكنغ عبر الطريق الشرقي من الأوروبيين الغربيين المسيحيين، إلا أن العبيد الذين زودهم الفايكينغ لطريق الرقيق براغ-ماغديبورغ-فردان كانوا من السلاف الوثنيين، الذين كان - على عكس المسيحيين - استعبادُهم وبيعهم للمسلمين مشروعًا لدى المسيحيين الآخرين؛ وفقًا للمؤرخ والدبلوماسي ليوتبراند أسقف كريمونا، فقد حدث الاتجار بهؤلاء العبيد في سوق نخاسة الأندلس عبر فيردان، حيث اختير بعضهم للخصي ليصبحوا مخصيين لسوق النخاسة الإسلامي في الأندلس.

### البولنديون
وقد قدم السلاف أنفسهم العبيد أسرى حرب خلال توحيد بولندا تحت حكم دوق بولندا ميشكو الأول. وبهدف الحفاظ على هذه الآلة العسكرية ولتلبية النفقات الحكومية الأخرى، برزت الحاجة إلى كميات كبيرة من الإيرادات. امتلكت بولندا العظمى بعض الموارد الطبيعية المستخدمة في التجارة، مثل الفراء وجلود الحيوانات والعسل والشمع، لكن هذه الموارد بالتأكيد لم تكن توفر دخلًا كافيًا. ووفقًا لإبراهيم بن يعقوب، كانت براغ في بوهيميا، وهي مدينة مبنية من الحجر، المركز الرئيسي لتبادل السلع التجارية في هذا الجزء من أوروبا.
من مدينة كراكوف، جلب التجار السلافيون القصدير والملح والعنبر(كهرمان) ومنتجات أخرى كانوا يمتلكونها، والأهم من ذلك العبيد؛ وكان المشترون في سوق العبيد في براغ تجار مسلمون ويهود ومجريون وغيرهم. يذكر كتاب حياة القديس آدالبرت الذي كتبه الراهب الألماني يوحنا كاناباريوس في نهاية القرن العاشر، مصير العديد من العبيد المسيحيين الذين بيعوا في براغ معتبرًا إياه اللعنة الرئيسية في ذلك الوقت. ويُظهر باب جنازنة البرونزي في القرن الثاني عشر مشهد جر العبيد المكبلين بالأغلال. ومن المحتمل أن التوسع الإقليمي قد مول نفسه بكونه مصدرًا للغنائم، وكان السكان المحليون الأسرى الجزء الأكثر قيمة منها. ومع ذلك، فإن حجم ممارسة التجارة البشرية أمر قابل للجدل، باعتبار أن الكثير من السكان من القبائل المهزومة أعيد توطينهم للعمل الزراعي أو في المستوطنات القريبة شبه المحصنة، حيث يمكنهم خدمة المنتصرين في مختلف الوظائف، وبالتالي المساهمة في الإمكانيات الاقتصادية والديموغرافية للدولة. وقد كان ازدياد الكثافة السكانية الكبير سمة مميزة للدول المنشأة حديثًا في شرق ووسط أوروبا. ولأن تجارة الرقيق لم تكن كافية لتلبية جميع الاحتياجات المالية، اضطرت دولة بياست (أول سلالة حكام في بولندا) إلى استكشاف خيارات أخرى.
ولذلك جاهد سعى كافح ميشكو لإخضاع بوميرانيا المطلة على ساحل بحر البلطيق. كانت المنطقة سوقًا تجاريًا وفيرًا، يتردد إليه التجار، خصوصًا من الشرق والغرب والشمال. كان لدى ميشكو جميع الأسباب التي تجعله يعتقد أن أرباحًا كبيرة ستتحصل من قدرته على السيطرة على الموانئ الغنية الواقعة على طرق التجارة البعيدة مثل فولين وشتشين وكوبجك.